# Hoàng Đình Kinh
Hoàng Đình Kinh (1830 – 1888), còn gọi là Cai Kinh, ông là một thủ lĩnh người Tày lãnh đạo cuộc khởi nghĩa chống Pháp trong vòng 7 năm(1882 – 1888) ở Lạng Giang vào cuối thế kỷ 19.

## Thân thế
Năm sinh của Cai Kinh không rõ. Ông sinh ra và lớn lên tại làng Thương, tổng Thốc Sơn, huyện Hữu Lũng, phủ Lạng Giang, tỉnh Bắc Ninh, (nay thuộc xã Cai Kinh, huyện Hữu Lũng, tỉnh Lạng Sơn).
Từ nhỏ, ông đã sớm biểu lộ nghĩa khí, thường bênh vực dân lành. Trong một lần, thổ phỉ nhà Thanh tràn sang cướp bóc, ông đứng ra phản kháng, bị chúng cắt đứt một bên vành tai. Lớn lên, ông tập hợp thanh niên trong vùng tập luyện võ nghệ, tổ chức đánh phỉ bảo vệ dân làng. Do uy tín của mình, ông được dân chúng cử làm cai tổng, nên thường được gọi là Cai Kinh.

## Sự nghiệp đánh Pháp
Năm 1862, ông tham gia cuộc nổi dậy chống lại nhà Nguyễn của Cai Vàng. Sau khi lực lượng bị giải tán, ông sang Vân Nam (Trung Quốc) chiêu tập binh mã, rồi đem bộ hạ về nước cát cứ vùng rặng núi miền thượng du sông Thương, với căn cứ ở núi Đồng Nãi, kiểm soát một vùng rộng lớn ở phủ Lạng Thương.
Ông tổ chức đội quân rất có quy củ nên gây được thanh thế lớn. Bấy giờ, nhà Nguyễn mất hẳn Nam Kỳ vào tay người Pháp và đang hạ mình khi bị Pháp đe dọa ở Bắc Kỳ. Một mặt, triều đình chủ trương tránh cho quân chủ lực giao chiến với quân Pháp; mặt khác, chiêu dụ các đội quân cát cứ tấn công quân Pháp, đặc biệt là quân Cờ Đen của Lưu Vĩnh Phúc, thậm chí cho quân Thanh vào tham chiến. Hậu quả của chính sách tai hại này là triều đình yếu thế về ngoại giao, mất quyền kiểm soát địa phương và làm mất lòng tin của dân chúng.
Người được lợi nhiều nhất là quân Pháp. Bất chấp chủ quyền của Đại Nam, tháng 6 năm 1883, quân Pháp ngang nhiên thực hiện Chiến dịch Bắc Kỳ nhằm chống lại các đội quân địa phương của Việt Nam, quân Cờ đen và đội quân Quảng Tây và Vân Nam của nhà Thanh, với mục tiêu chiếm đóng Bắc Kỳ và giữ vững sự bảo hộ của Pháp tại đó. Bấy giờ, Cai Kinh được triều đình chiêu dụ, phong chức Tri huyện Hữu Lũng, được tướng nhà Thanh cấp bằng Tán tương quân vụ, thường xuyên hợp quân đánh Pháp. Tháng 3 năm 1884, sau khi chiếm được thành Bắc Ninh, Pháp đưa một cánh quân định thừa thắng chiếm luôn Lạng Sơn, tuy nhiên khi tiến đến Hữu Lũng thì bị quân Cai Kinh phục kích chặn đánh quyết liệt nên phải rút về lại Bắc Ninh.
Tuy nhiên, Đại Thanh bấy giờ lo thân không xong, đành phải ký vào Bản quy ước ngày 11 tháng 6 năm 1884 gồm 5 khoản, mà trong đó có khoản Thanh triều sẽ lần lượt triệt thoái quân khỏi Bắc Kỳ để Pháp rảnh tay "bảo hộ" Đại Nam; đổi lấy việc được Pháp nhượng lại nhiều vùng đất ở biên giới phía Bắc của Đại Nam. Trên đà thắng thế, Pháp lại gây áp lực mới buộc triều đình Huế ký Hòa ước Giáp Thân (1884), chính thức giải giới quân đội Đại Nam ở Bắc Kỳ.
Ngay sau khi Hòa ước được ký, tướng Millot phái Trung tá Dugenne dẫn quân từ phủ Lạng Thương kéo lên tiếp quản các thành Lạng Sơn, Thất Khê và Cao Bằng, do quân Thanh triệt thoái. Ngày 22 tháng 6, đoàn quân Pháp từ đồn Bắc Lệ đến bờ sông Hóa (một nhánh của sông Thương), cách cầu Quan Âm khoảng 8 dặm thì bị chặn lại. Ở phía bên kia cầu, quân Thanh và quân khởi nghĩa người Việt, trong đó có cả quân Cai Kinh, đóng giữ. Giao tranh nổ ra ngày 23 khi quân Pháp cố vượt sông. Đến ngày 26, quân Pháp đành phải mở đường máu rút về Bắc Lệ. Cai Kinh tổ chức cho quân tấn công đồn Bắc Lệ, bắt được bắt được 1 quan hai, 1 quan một và 6, 7 người lính. "Rồi ông còn phái nghĩa dũng tiến mau ngăn quân Pháp ở núi Thiên Cầu, giết và bắt được một số đối phương giải về doanh của quân Thanh. Trung tá Dugenne và số quân còn lại lui riết về Đáp Cầu Kép)...".
Sau trận đánh này, uy thế quân Cai Kinh lên cao. Nhiều cánh nghĩa binh hội quân với ông, trong đó có cánh nghĩa binh của Trương Văn Thám, chính là Hoàng Hoa Thám sau này. Năm 1885, quân Pháp theo đường Chũ, Đình Lập đánh chiếm được Lạng Sơn. Tuy nhiên, nghĩa quân Cai Kinh hoạt động ở Lạng Sơn phối hợp với nghĩa quân Hoàng Hoa Thám ở Bắc Giang làm cho quân Pháp nhiều phen nguy khốn, chậm kế hoạch mở công trường đường sắt Hà Nội – Lạng Sơn.
Cuối năm 1885, quân Pháp tăng cường đánh chiếm nhiều nơi của Lạng Sơn, nghĩa quân Cai Kinh chuyển vào vùng núi Tam Yên – tức Yên Vượng, Yên Sơn, Yên Thịnh của huyện Hữu Lũng. Suốt từ năm 1885 – 1886, các tướng của Cai Kinh là Cai Bình, Cai Hai (em ruột Cai Kinh), Hoàng Quế Thọ ở Bình Gia, Hoàng Thái Nam và Hoàng Thái Nhân ở Bắc Sơn... đã liên tục tập kích quân Pháp suốt từ phủ Lạng Thương, Mai Sao, Than Muội (Chi Lăng), Đồng Đăng (Thoát Lãng), Tam Keng (Bắc Sơn),... gây nhiều tổn thất nặng nề cho quân Pháp. Ngày 31 tháng 5 năm 1886, Cai Kinh đã dẫn 400 quân đi vây đánh đồn Than Muội, đồng thời phục kích đánh chặn quân Pháp từ Lạng Sơn xuống tiếp viện. Trung tá Dugenne bị phục kích chết trong chiến dịch nầy.
Năm 1887, quân Pháp mở cuộc tấn công lớn vào trung tâm nghĩa quân. Dựa vào địa thế hiểm trở, Cai Kinh đã đánh nhiều trận diệt nhiều sinh lực địch. Quân Pháp đổi chiến thuật, mua chuộc chia rẽ nghĩa quân. Cuối năm 1887, Cai Hai, em ruột Cai Kinh, bị quân phản loạn ám sát. Quân Pháp cho đào mồ mả nhà Cai Kinh ném xuống sông Hóa làm cho Cai Kinh căm phẫn và đau buồn cực độ.
Nghĩa quân Cai Kinh bị nội gián chỉ đường liên tục bị đánh úp hao tổn nặng nề và dần dần tan rã. Tên Linh Thành một trong tướng lĩnh của Cai Kinh, cầm đầu nhóm phản loạn đóng giả quân Pháp đánh vào dinh của Cai Kinh.Cai Kinh sau đó được thủ hạ tâm phúc Đề Dã dẫn lên ẩn náu tại Hang Dơi. Chiếm được bản doanh Linh Thành bắt giữ vợ con Cai Kinh,bắt Đề Dã dẫn đi tìm Hoàng Đình Kinh nhưng ông không chịu,chúng chặt đầu Đề Dã đem nộp cho Pháp lãnh thưởng. Quân Pháp biết Cai Kinh chưa chết liền xét hỏi Linh Thành chỗ ẩn náu của Cai Kinh và bắn chết hắn. Cai Kinh phải liên tục chạy trốn khỏi sự truy lùng đến tận các làng trong vùng núi Chi Lăng-Bắc Sơn tìm cách gây dựng lại lực lượng kháng Pháp.
Tuy nhiên, tháng 6, Phó lãnh binh Nam triều là Phạm Văn Khoa đem quân vây bắt được Cai Kinh ở thôn Bản Thí, gần biên giới Việt-Trung và nộp cho quân Pháp. Cai Kinh bị hành quyết vào ngày 6 tháng 7 năm 1888 theo lệnh của Phó Công sứ Pháp ở Lạng Sơn là Louis C. Unal (1886 - 1890). Cuộc khởi nghĩa đến đây gần như chấm dứt hoàn toàn.

## Tưởng nhớ
Sau khi ông mất, người dân địa phương đã gọi tên dãy núi ven Quốc lộ 1 từ Hữu Lũng tới Chi Lăng ăn sâu vào Bằng Mạc giáp Bắc Sơn, Bình Gia là "dãy núi Cai Kinh" và quê hương ông cũng được gọi là xã Cai Kinh. Ngoài ra, tên ông được đặt cho nhiều đường phố tại tỉnh Lạng Sơn.